# Remusatia vivipara
Remusatia vivipara is een plantensoort uit de aronskelkfamilie (Araceae). Het is een epifytische plant die een groeihoogte van 50 centimeter bereikt. De plant heeft een bolvormige ingedrukte knol. Deze knollen zijn giftig.
De soort komt voor in de (sub)tropische delen van de Oude Wereld, van West-Afrika tot in Noord-Australië en op eilanden in het Pacifisch gebied. Hij groeit daar in subtropische bossen en op rotsen en rotsrichels, op hoogtes van 700 tot 1900 meter.